# 생물성 위계
생물성 위계(animacy hierarchy) 혹은 명사류 위계(nominal hierarchy)란 언어학에서 여러 언어들에 보편적인 언어 현상을 통일적으로 설명하기 위해 사용되는 체계적 위계 중 하나로서, 생물성에 관한 것을 의미한다. 이러한 위계를 맨 처음으로 제시한 것은 미국의 인류학자, 언어학자, 심리학자인 마이클 실버스타인(Michael Silverstein)이었다. 그는 오스트레일리아의 언어들을 연구하여 생물성의 척도를 주격-대격 체계를 갖는 언어와 능격-절대격 체계를 갖는 언어의 비교 연구를 통해 제시하였다. 이외에도 그레블 코르벳(Greville Corbett)과 안나 시에비에르스카(Anna Siewierska)의 체계 등이 있다.

## 실버스타인의 체계
실버스타인은 분열능격을 갖는 언어들을 연구하여 그의 생물성 위계를 수립했다. 분열능격을 갖는 언어들은 정의에 의해 모든 경우에 능격-절대격 체계를 취하는 것이 아니고, 능격-절대격 체계와 주격-대격 체계가 주어의 성질에 따라 혼용된다. 이때 주격과 대비해서 사용되는 능격의 표지(marker)는 주어의 행위자성, 즉 어떤 행동을 하는 것으로 나타나는 성질을 지시하는 것인데, 본래 행위자성이 큰 것으로 인식되는 명사에는 표지할 필요가 없다. 실버스타인은 이러한 행위자성을 생물성이라 이름짓고 다음과 같은 그 위계의 체계를 제시하였다.
- 1,2인칭 대명사 > 3인칭 대명사 > 인간 고유명사 > 인간 보통명사 > (인간 외)생물명사 > 무생물명사

실버스타인은 이 위계에서 오른쪽으로 갈수록 생물성이 감소한다고 주장한다. 따라서 분열능격 체계를 갖는 언어에서, 위계의 특정한 위치에서 A 위치의 명사가 능격 표지를 받으면 그 오른쪽의 명사들 역시 능격 표지를 받으며, 이 위계의 사이 어딘가에 그 분기점이 존재한다.
실버스타인은 생물성 위계가, 어휘적 명사구가 진짜 타동사의 행위자로 기능하는 것이 어느 위계에서는 더 자연스러우며, 피행위자로 기능하는 것이 어느 위계에서는 덜 자연스럽기 때문에 나타나는 것이라 주장한다. 이로부터, 인간은 스스로를 가장 핵심적인 행위자로 여기며, 자신에게서 멀어질수록 행위자성이 감소하는 것으로 여긴다는 주장이 가능하다. 그러나 폴란드의 언어학자 안나 비에즈비츠카(Anna Wiezbicka)는 그의 1981년 논문에서 이 견해를 반박한다. 그는 인간의 언어가 관심을 두는 것은 경험자와 피행위자이며, 인간은 스스로를 행위자로 간주하기보다는 자신에게 무슨 일이 일어나는가에 더 관심이 많다고 주장한다. 그러므로 화자는, 스스로를 핵심적인 희생자 혹은 경험자로 본다는 것이다.

## 코르벳의 체계
코르벳은 화자의 시각에서 볼 때, 화자에게 중요하게 여겨지는 순서에 근거하여 생물성 위계를 결정하였다. 이때 근거로 도입된 것은 여러 언어에서 사용되는 명사의 수 체계이다. 일반적으로 언어는 생물성이 큰 명사들에 대해서는 수를 구별하지만, 생물성이 작아질수록 수의 구별은 점점 둔화된다. 그 위계는 다음과 같다.
- 화자 > 청자 > 3인칭 대명사 > 친족명사 > 인간명사 > (인간 외)생물명사 > 무생물명사

실버스타인의 체계와 유사하게, 이 위계에서 특정한 위치의 명사가 수 구별을 하게 되면, 그 왼쪽의 명사들 역시 수 구별을 한다.

## 시에비에르스카의 체계
시에비에르스카는 또 다른 방식인 인칭의 일치 현상에 근거해서 생물성 위계를 분류한다. 인칭의 일치가 필수적인 언어와 그렇지 않은 언어가 있는데, 그렇지 않은 언어에서는 통제어의 속성에 따라 일치가 이루어진다. 시에비에르스카는 통제어가 본질적 혹은 화용론적으로 얼마나 돌출(salient)되어 있는지에 따라 그 일치가 결정된다고 주장한다. 이 돌출성의 지표로 사용되는 것이 생물성인데, 그 위계는 다음과 같다.
- 인간명사 > (인간 외)생물명사 > 무생물명사 > 추상명사

오른쪽으로 갈수록 통제어의 돌출성, 즉 생물성은 작아진다. 시에비에르스카는 이 위계를 이용해서, 인칭의 일치가 필수적이 아닌 언어에서 통제어의 생물성이 클수록 인칭의 일치가 과녁에 나타날 가능성이 더 크다고 주장한다.

## 직접-역류 체계
알공킨어파, 오스트레일리아의 언어, 티베트버마어파 중 일부의 언어들은 직접-역류 체계(direct-inverse system)라 불리는 격 부여의 체계를 가지고 있다. 이 체계는 생물성 위계에 의존하는 방식으로 작동한다.
생물성 위계에서 상위(왼쪽) 항목은 행위자가 될 가능성이 크고, 하위 항목은 피행위자가 될 가능성이 크다. 즉, 어떤 사건을 묘사할 때 상위 항목이 행위자이며 하위 항목이 피행위자라면 자연스럽지만, 반대로 하위 항목이 행위자이며 상위 항목이 피행위자라면 자연스럽지 않다. 이 두 경우에 대하여 전자는 동사에 직접표시(direct marking)를 하고, 후자는 역류표시(inverse marking)를 하는 것이 바로 직접-역류 체계이다. 이 체계는 격 부여 체계 중에서 동작성-정태성 체계(active-stative system)보다는 덜 흔하고, 삼분법 정렬보다는 흔하게 나타난다.

## 같이 보기
- 논항 돌출 위계
- 일치 위계

## 참고 문헌 및 주
- 윤병달, 『언어와 의미』, 도서출판 동인, 2009.

1. ↑  윤병달, 『언어와 의미』, 도서출판 동인, 2009, 66쪽
2. ↑  위의 책, 273-274쪽
3. ↑  위의 책, 277쪽
4. ↑  위의 책, 137쪽
5. ↑  위의 책, 179쪽
6. ↑  위의 책, 266-268쪽